# Sewa (Fluss)
Der Sewa ist einer der größeren Flüsse in Sierra Leone.

## Verlauf
Er bildet sich bei Bagbema aus dem Zusammenschluss der Flüsse Bagbe und Bafi in der Eastern Province. Über eine Länge von 209–240 Kilometer fließt er südwestwärts und bildet mit dem Waanje schlussendlich den Kittam, der nach weiteren 48 Kilometern im Sherbro-Ästuar des Atlantik mündet.
Sein Einzugsgebiet wird mit 14.141 km² bzw. 19.022 km² angegeben.
Der Sewa ist aufgrund von zahlreichen Stromschnellen nur bedingt schiffbar.

## Hydrometrie
Die Durchflussmenge des Flusses wurde von 1950 bis 2015 am Pegel Jaiama Sawafe bei weniger als der Hälfte des Einzugsgebietes in m³/s gemessen.